# Agrodiaetus melania
Agrodiaetus melania är en fjärilsart som beskrevs av Otto Staudinger. Agrodiaetus melania ingår i släktet Agrodiaetus och familjen juvelvingar. Inga underarter finns listade i Catalogue of Life.